# Norrie May-Welby
Norrie May-Welby (Paisley, Renfrewshire, 23 de mayo de 1961) es una persona transgénero no-binaria escocesa-australiana, conocida por haber solicitado el reconocimiento legal de no ser ni hombre ni mujer entre 2010 y 2014. La Corte Suprema de Australia dictaminó en abril de 2014 que el registro de nacimientos, defunciones y matrimonios de Nueva Gales del Sur debía registrar el sexo de May-Welby como «indeterminado».
Ya desde 2003 se tenía constancia de que al menos otras dos personas intersexuales australianas habían conseguido un cambio como el de May-Welby en el registro de nacimiento y/o en el pasaporte.

## Biografía
May-Welby nació en Paisley, Renfrewshire, Escocia, y fue registrada como hombre al nacer. Con siete años, May-Welby se mudó a Perth, Australia. May-Welby se sometió a cirugía de reconstrucción genital el 3 de abril de 1989 y se le reconoció legalmente como mujer, pero más adelante descubrió que, al igual que no era hombre, tampoco era mujer.
May-Welby se mudó a Sídney, en Nueva Gales del Sur, en la década de 1990. En enero de 2010, los médicos declararon que no podían clasificar a May-Welby como hombre o como mujer, ya que no tenía genitales, su sistema hormonal era atípico y su identidad era neutra.
May-Welby se define con el término «andrógine» y no le importa que le traten de «ella», pero también le gustan los pronombres neutros en inglés «zie», «it» y «hir».

### Reconocimiento legal de su género
El registro de nacimientos, defunciones y matrimonios del gobierno de Nueva Gales del Sur reconoció por primera vez que May-Welby no era ni hombre ni mujer con un certificado que declaraba «no especificado» en 2010. Sin embargo, el registro rescindió su decisión en una carta formal de cancelación el 17 de marzo de 2010. Como respuesta, May-Welby presentó una queja ante la Comisión Australiana de Derechos Humanos y ante el Tribunal de Apelaciones. El Tribunal de Apelaciones falló a favor de May-Welby, pero el registrador apeló ante la Corte Suprema. En abril de 2014, la Corte Suprema dictaminó que era competencia del registrador anotar en el registro que el sexo de May-Welby era «indeterminado». El juzgado encontró que la «cirugía de reasignación de sexo no resolvió su ambigüedad sexual». Hablando sobre su batalla legal de cuatro años, May-Welby declaró: «ha habido tantas ventajas como desventajas, pero ahora estoy en Wikipedia».

### Ley de matrimonio australiana
May-Welby y su pareja aparecieron en el primer episodio del documental Hatch, Match & Dispatch, donde buscaban obtener una licencia de matrimonio.  No podían obtenerla legalmente porque en ese momento la ley de matrimonio australiana solo aceptaba matrimonios entre hombres y mujeres, por lo que el género legal de May-Welby lo impedía. May-Welby planeó presentar una queja a las Naciones Unidas. Se le propuso que pusiera «mujer» en su solicitud para poder casarse, pero May-Welby lo declinó.
Desde el 9 de diciembre de 2017, cualquier persona independientemente de su género puede casarse en Australia.